# Exploración romana del Nilo

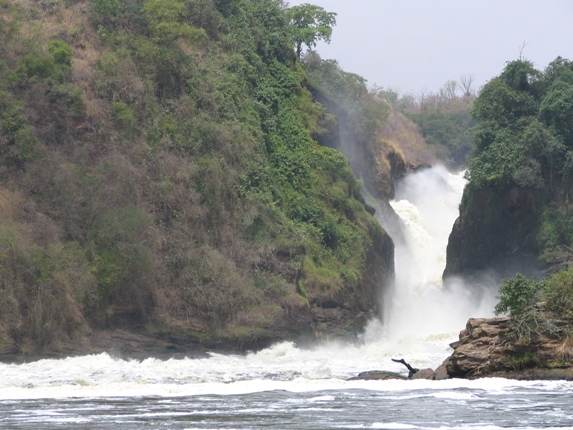
Las cascadas Murchison en Uganda, a las que quizás llegó una expedición romana promovida por Nerón

La exploración romana del río Nilo fue un intento romano de llegar a las fuentes del río Nilo, organizado por el emperador Nerón en 60 - 61 d. C. Los historiadores cuestionan el éxito de la expedición.

## Historia
El emperador Nerón, alrededor del año 61, envió un pequeño grupo de guardias pretorianos para explorar las fuentes del río Nilo en África. Lo hizo con el fin de obtener información para una posible conquista de Etiopía, como llamaban los romanos a todo el África Ecuatorial, y todo el sur de Egipto. Los soldados romanos navegaron por el Nilo desde el sur de Egipto y llegaron inicialmente a la ciudad de Meroe. Luego se trasladaron a la región pantanosa del Sudd, donde encontraron enormes dificultades para ir más lejos.
Séneca escribió sobre esta exploración y detalló que las fuentes eran de un gran lago en África central, al sur de la región pantanosa ahora llamada Sudd en el Sudán del Sur. Pero otros historiadores romanos, como Plinio, sugieren que la exploración se realizó para preparar una conquista de Etiopía por las legiones de Nerón.
Sin embargo, la muerte de Nerón impidió nuevas exploraciones del Nilo, así como una posible conquista romana al sur del Egipto romano.
Algunos historiadores sugieren que los legionarios romanos de Nerón probablemente llegaron a las cascadas Murchison en Uganda, pero existe una gran controversia acerca de este logro.

## Relatos de Séneca y Plinio
Se encuentran relatos en Séneca el Joven (VI.8.3) y Plinio ( Historia Natural, VI. XXXV, pág. 181-187).
Desde Meroe, el grupo romano viajó 600 millas por el Nilo Blanco, hasta llegar al Sudd, que parece un pantano, en lo que ahora es el sur de Sudán, un humedal fétido lleno de helechos, juncos de papiro y espesas esteras de vegetación podrida, un área más grande que Inglaterra, con un vasto pantano húmedo repleto de mosquitos y otros insectos. Los únicos animales grandes en el Sudd eran los cocodrilos e hipopótamos que ocupaban las charcas fangosas dentro de su vasta extensión. Aquellos que entraron en esta región tuvieron que soportar un calor severo y correr el riesgo de enfermedades y hambre. Se descubrió que Sudd era demasiado profundo para cruzarlo con seguridad a pie, pero sus aguas también eran demasiado poco profundas para seguir explorando en bote. un área donde el pantano sólo podía soportar un pequeño bote que contenía a una persona. En este punto, el grupo se desesperó de encontrar alguna vez una fuente definitiva para el Nilo y se volvió de mala gana para informar de sus hallazgos al emperador en Roma. Probablemente habían alcanzado una posición a casi 1.500 millas al sur de la frontera entre Roma y Egipto.
El pequeño grupo de guardias pretorianos informó a Nerón que «personalmente vimos dos rocas de las que salía una inmensa cantidad de agua», de acuerdo con Séneca. También debe tenerse en cuenta que la expedición de Nerón desde el Egipto romano llegó a la zona de Jinja en Uganda. Giovanni Vannini y otros historiadores creen que los legionarios pudieron llegar al lago Victoria, por la descripción de su descubrimiento de enormes cascadas de agua, pues en el texto de Séneca los legionarios describieron una catarata en el Nilo que es muy similar a las cascadas Murchison.
Séneca escribió De Nubibus, en el libro Naturales Quaestiones, que dio detalles sobre una expedición neroniana al caput mundi investigandum (para explorar la cima del mundo) en 61/62 d. C. En este libro registró lo que dos legionarios le contaron sobre su descubrimiento del caput Nili (el origen del río Nilo): " ibi vidimus duas petras, ex quibus ingens vis fluminis excidebat ... ex magno terrarum lacu ascendere ... " ("Vimos dos rocas enormes, de las cuales el poder del río [Nilo] salió de una manera poderosa. . . . " [El río Nilo] proviene de un lago enorme de las tierras [africanas]). Además, escribió Séneca, los legionarios le dijeron que el agua del Nilo, que saltaba a través de dos rocas enormes, provenía de un lago muy grande dentro de las tierras africanas. Este lago, según Vannini, solo podría ser el lago Victoria, el lago africano más grande. El único río que desemboca en este enorme lago es el Nilo Blanco (llamado "Nilo Victoria" cuando sale del lago), que en Jinja (Uganda) va hacia el norte hacia las cascadas Murchison.
De hecho, las cascadas Murchison son una caída de agua en el Nilo que rompe el Nilo Victoria, que atraviesa el norte de Uganda desde el lago Victoria hasta el lago Kyoga y luego hacia el extremo norte del lago Alberto en la rama occidental del Rift de África Oriental. En la cima de las cataratas Murchison, el Nilo se abre paso a través de una brecha en las rocas de solo siete metros de ancho y cae cuarenta y tres metros, fluyendo luego en dirección oeste hacia el lago Alberto. La salida del lago Victoria envía alrededor de trescientos metros cúbicos por segundo de agua sobre las cataratas, comprimidas en un desfiladero de menos de diez metros de ancho: estas cataratas tienen una forma similar a las descritas por los legionarios. Vantini escribió en la revista Nigrizia, en 1996, que los legionarios completaron un viaje de exploración de más de 5.000 km desde Meroe a Uganda: un logro notable realizado utilizando pequeñas embarcaciones para sortear el Sudd, un enorme pantano lleno de cocodrilos.
El historiador David Braund escribió, en 2015, que probablemente la expedición de Nerón a las fuentes del Nilo abrió una nueva ruta hacia el océano Índico, evitando los peligros de la piratería en el área del mar Rojo y permitiendo el futuro comercio romano hacia India y Azania.